# Nous vivrons d'amour
Chansons représentant le Luxembourg au Concours Eurovision de la chanson
L'amour est bleu
(1967) Catherine
(1969)
Singles de Chris Baldo
Chante encore
(1967) Ohne deine Liebe
(1969)
Nous vivrons d'amour est une chanson écrite par Jacques Demarny, composée par Carlos Leresche et interprétée par Chris Baldo en duo avec Sophie Garel, sortie en EP super 45 tours en 1968.
C'est la chanson représentant le Luxembourg au Concours Eurovision de la chanson 1968.
Chris Baldo a également enregistré la chanson en allemand et en anglais, respectivement sous les titres de Solange du weisst, dass es Wunder gibt (« Tant que tu sais que c'est merveilleux ») et We'll Live on Love.

## À l'Eurovision

### Sélection
Après avoir été choisie en interne par le radiodiffuseur luxembourgeois Télé Luxembourg, Nous vivrons d'amour est la chanson sélectionnée pour représenter le Luxembourg au Concours Eurovision de la chanson 1968 le 6 avril à Londres, au Royaume-Uni.

### À Londres
La chanson est intégralement interprétée en français, l'une des langues officielles du Luxembourg, comme l'impose la règle entre 1966 et 1973. L'orchestre est dirigé par André Borly.
Nous vivrons d'amour est la cinquième chanson interprétée lors de la soirée du concours, suivant Tausend Fenster de Karel Gott pour l'Autriche et précédant Guardando il sole de Gianni Mascolo pour la Suisse.
À l'issue du vote, elle obtient 5 points et se classe 11e — à égalité avec Verão de Carlos Mendes pour le Portugal — sur 17 chansons,.

## Liste des titres
| A1. | Nous vivrons d'amour (en duo avec Sophie Garel) | Jacques Demarny | Carlos Leresche              | 2:30 |
| A2. | Les Violettes                                   | Claire Dixon    | Carlos Leresche              | 2:05 |
| B1. | Ton visage                                      | Michel Sardou   | Giorgio Moroder, Lars Funkel | 2:24 |
| B2. | Je viendrais te chercher                        | Daniel Hortis   | Carlos Leresche              | 2:00 |

## Historique de sortie
| Pays      | Titre                                  | Date | Format         | Label |
| --------- | -------------------------------------- | ---- | -------------- | ----- |
| Allemagne | Solange du weisst, dass es Wunder gibt | 1968 | 45 tours       | Vogue |
| Canada    | Nous vivrons d'amour                   | 1968 | 45 tours       | Vogue |
| Danemark  | Nous vivrons d'amour                   | 1968 | 45 tours       | Vogue |
| France    | Nous vivrons d'amour                   | 1968 | super 45 tours | Vogue |
| Pays-Bas  | Nous vivrons d'amour                   | 1968 | 45 tours       | Vogue |